# Chamarea esterhuyseniae
Chamarea esterhuyseniae är en flockblommig växtart som beskrevs av Brian Laurence Burtt. Chamarea esterhuyseniae ingår i släktet Chamarea och familjen flockblommiga växter. Inga underarter finns listade i Catalogue of Life.